# Okręg wyborczy nr 22 do Senatu Rzeczypospolitej Polskiej (2001–2011)
Okręg wyborczy nr 22 do Senatu Rzeczypospolitej Polskiej obejmował w latach 2001–2011 obszar miast na prawach powiatu Rzeszowa i Tarnobrzega oraz powiatów dębickiego, kolbuszowskiego, leżajskiego, łańcuckiego, mieleckiego, niżańskiego, ropczycko-sędziszowskiego, rzeszowskiego, stalowowolskiego, strzyżowskiego i tarnobrzeskiego (województwo podkarpackie). Wybierano w nim 3 senatorów na zasadzie większości względnej.
Powstał w 2001, jego obszar należał wcześniej do okręgów obejmujących województwo rzeszowskie oraz części województw przemyskiego, tarnobrzeskiego i tarnowskiego. Zniesiony został w 2011, na jego obszarze utworzono nowe okręgi nr 54, 55 i 56.
Siedzibą okręgowej komisji wyborczej był Rzeszów.

## Reprezentanci okręgu
| Rok  | Senator komitet wyborczy                     | Senator komitet wyborczy                                    | Senator komitet wyborczy                                      | Senator komitet wyborczy                     | Senator komitet wyborczy                     | Senator komitet wyborczy                         |
| ---- | -------------------------------------------- | ----------------------------------------------------------- | ------------------------------------------------------------- | -------------------------------------------- | -------------------------------------------- | ------------------------------------------------ |
| 2001 |                                              | Grzegorz Lato KKW Sojusz Lewicy Demokratycznej – Unia Pracy |                                                               | Mieczysław Janowski KWW Blok Senat 2001      |                                              | Janina Sagatowska KWW Blok Senat 2001            |
| 2004 |                                              | Grzegorz Lato KKW Sojusz Lewicy Demokratycznej – Unia Pracy | Kazimierz Jaworski KWW Kazimierza Jaworskiego „Dolina Strugu” |                                              |                                              | Janina Sagatowska KWW Blok Senat 2001            |
| 2005 |                                              | Władysław Ortyl Prawo i Sprawiedliwość                      |                                                               | Mieczysław Maziarz Liga Polskich Rodzin      |                                              | Aleksander Bentkowski Polskie Stronnictwo Ludowe |
| 2007 |                                              | Władysław Ortyl Prawo i Sprawiedliwość                      | Kazimierz Jaworski Prawo i Sprawiedliwość                     |                                              | Zdzisław Pupa Prawo i Sprawiedliwość         |                                                  |
| 2011 | okręg zniesiony, patrz okręgi nr 54, 55 i 56 | okręg zniesiony, patrz okręgi nr 54, 55 i 56                | okręg zniesiony, patrz okręgi nr 54, 55 i 56                  | okręg zniesiony, patrz okręgi nr 54, 55 i 56 | okręg zniesiony, patrz okręgi nr 54, 55 i 56 | okręg zniesiony, patrz okręgi nr 54, 55 i 56     |

## Wyniki wyborów
Symbolem „●” oznaczono senatorów ubiegających się o reelekcję.

### Wybory parlamentarne 2001
| Kandydat                                              | Kandydat             | Komitet wyborczy                                     | Głosów  |
| ----------------------------------------------------- | -------------------- | ---------------------------------------------------- | ------- |
|                                                       | Grzegorz Lato        | KKW Sojusz Lewicy Demokratycznej – Unia Pracy        | 137 305 |
|                                                       | Mieczysław Janowski● | KWW Blok Senat 2001                                  | 88 803  |
|                                                       | Janina Sagatowska●   | KWW Blok Senat 2001                                  | 82 745  |
|                                                       | Ryszard Korczowski   | KKW Sojusz Lewicy Demokratycznej – Unia Pracy        | 74 880  |
|                                                       | Danuta Myłek         | KKW Sojusz Lewicy Demokratycznej – Unia Pracy        | 74 748  |
|                                                       | Tadeusz Stęga        | Samoobrona Rzeczpospolitej Polskiej                  | 66 659  |
|                                                       | Józef Frączek●       | KWW „Kocham mój Kraj”                                | 59 754  |
|                                                       | Waldemar Sikora      | KWW Waldemara Sikory „Nadzieja”                      | 59 320  |
|                                                       | Stanisław Mazan      | Polskie Stronnictwo Ludowe                           | 54 849  |
|                                                       | Jerzy Jakubiec       | Polskie Stronnictwo Ludowe                           | 53 218  |
|                                                       | Marek Koberski       | Polskie Stronnictwo Ludowe                           | 48 838  |
|                                                       | Tadeusz Zych         | KWW Blok Senat 2001                                  | 46 634  |
|                                                       | Dariusz Kłeczek●     | KWW Senatora RP Dariusza Kłeczka                     | 33 450  |
|                                                       | Lidia Błądek         | KWW Inicjatywa Wyborcza 2001                         | 27 407  |
|                                                       | Piotr Żygadło        | Konserwatywno-Liberalna Partia Unia Polityki Realnej | 19 108  |
| Frekwencja: 49,14% Źródło: Państwowa Komisja Wyborcza |                      |                                                      |         |

*Józef Frączek i Mieczysław Janowski reprezentowali w Senacie IV kadencji (1997–2001) województwo rzeszowskie, Dariusz Kłeczek i Janina Sagatowska byli wcześniej przedstawicielami województwa tarnobrzeskiego.

### Wybory uzupełniające 2004
Głosowanie odbyło się z powodu wyboru Mieczysława Janowskiego do Parlamentu Europejskiego. 
| Kandydat                                             | Kandydat              | Komitet wyborczy                                   | Głosów |
| ---------------------------------------------------- | --------------------- | -------------------------------------------------- | ------ |
|                                                      | Kazimierz Jaworski    | KWW Kazimierza Jaworskiego „Dolina Strugu”         | 11 714 |
|                                                      | Mieczysław Maziarz    | Liga Polskich Rodzin                               | 11 560 |
|                                                      | Aleksander Bentkowski | Polskie Stronnictwo Ludowe                         | 8377   |
|                                                      | Zbigniew Rynasiewicz  | Platforma Obywatelska RP                           | 7865   |
|                                                      | Karol Wąsowicz        | Sojusz Lewicy Demokratycznej                       | 3062   |
|                                                      | Waldemar Sikora       | KWW Ruch Chrześcijańsko-Ludowo-Narodowy „Nadzieja” | 2666   |
|                                                      | Norbert Mastalerz     | Socjaldemokracja Polska                            | 1905   |
|                                                      | Leszek Midura         | KWW Leszka Midury                                  | 1734   |
|                                                      | Wanda Merendino       | KWW Konfederacja Ruch Obrony Bezrobotnych          | 766    |
|                                                      | Jerzy Wróbel          | Polska Partia Pracy                                | 323    |
|                                                      | Krzysztof Stanibuła   | Polska Partia Narodowa                             | 168    |
| Frekwencja: 5,45% Źródło: Państwowa Komisja Wyborcza |                       |                                                    |        |

### Wybory parlamentarne 2005
| Kandydat                                              | Kandydat                    | Komitet wyborczy                                                                               | Głosów  |
| ----------------------------------------------------- | --------------------------- | ---------------------------------------------------------------------------------------------- | ------- |
|                                                       | Władysław Ortyl             | Prawo i Sprawiedliwość                                                                         | 133 644 |
|                                                       | Mieczysław Maziarz          | Liga Polskich Rodzin                                                                           | 93 171  |
|                                                       | Aleksander Bentkowski       | Polskie Stronnictwo Ludowe                                                                     | 79 714  |
|                                                       | Grzegorz Lato●              | Sojusz Lewicy Demokratycznej                                                                   | 79 051  |
|                                                       | Kazimierz Jaworski●         | KWW „Prawica Podkarpacka”                                                                      | 70 842  |
|                                                       | Andrzej Rylski              | Liga Polskich Rodzin                                                                           | 64 030  |
|                                                       | Barbara Kuźniar-Jabłczyńska | Platforma Obywatelska RP                                                                       | 63 051  |
|                                                       | Janina Sagatowska●          | KWW Janiny Sagatowskiej                                                                        | 47 675  |
|                                                       | Jerzy Nowak                 | Dom Ojczysty                                                                                   | 44 984  |
|                                                       | Jan Armata                  | Samoobrona Rzeczpospolitej Polskiej                                                            | 42 100  |
|                                                       | Jeremi Kalkowski            | KWW „Prawica Podkarpacka”                                                                      | 35 497  |
|                                                       | Zdzisław Sarna              | KWW „Prawica Podkarpacka”                                                                      | 31 767  |
|                                                       | Jerzy Rybka                 | Sojusz Lewicy Demokratycznej                                                                   | 27 168  |
|                                                       | Tadeusz Sulikowski          | Sojusz Lewicy Demokratycznej                                                                   | 19 532  |
|                                                       | Ryszard Kapała              | KWW Ryszard Kapała                                                                             | 18 373  |
|                                                       | Marek Zin                   | KWW profesora Marka Zina – niezależnego kandydata lewicy na senatora Rzeczypospolitej Polskiej | 15 437  |
|                                                       | Zbigniew Kośla              | KWW Lista Zbigniewa Kośli – Po Pierwsze Praca. Kandydaci Niezależni                            | 10 588  |
|                                                       | Janusz Szkutnik             | Stronnictwo Ludowe „Ojcowizna”                                                                 | 7964    |
|                                                       | Bogusława Falger            | Inicjatywa RP                                                                                  | 6522    |
|                                                       | Kazimierz Walczak           | Polska Partia Narodowa                                                                         | 6496    |
| Frekwencja: 44,24% Źródło: Państwowa Komisja Wyborcza |                             |                                                                                                |         |

### Wybory parlamentarne 2007
| Kandydat                                              | Kandydat            | Komitet wyborczy                      | Głosów  |
| ----------------------------------------------------- | ------------------- | ------------------------------------- | ------- |
|                                                       | Kazimierz Jaworski  | Prawo i Sprawiedliwość                | 188 375 |
|                                                       | Władysław Ortyl●    | Prawo i Sprawiedliwość                | 187 210 |
|                                                       | Zdzisław Pupa       | Prawo i Sprawiedliwość                | 145 405 |
|                                                       | Andrzej Dec         | Platforma Obywatelska RP              | 120 145 |
|                                                       | Witold Bochyński    | Platforma Obywatelska RP              | 119 705 |
|                                                       | Grzegorz Lato       | KKW Lewica i Demokraci SLD+SDPL+PD+UP | 109 763 |
|                                                       | Jerzy Wiśniewski    | Polskie Stronnictwo Ludowe            | 92 082  |
|                                                       | Mieczysław Maziarz● | KWW Prawicy Marka Jurka               | 46 149  |
|                                                       | Andrzej Rylski      | Liga Polskich Rodzin                  | 22 422  |
| Frekwencja: 52,47% Źródło: Państwowa Komisja Wyborcza |                     |                                       |         |